# Anton Muchowykow
Anton Wołodymyrowycz Muchowykow, ukr. Антон Володимирович Муховиков (ur. 20 czerwca 1984 roku w Dniepropietrowsku) – ukraiński piłkarz, grający na pozycji pomocnika.

## Kariera piłkarska

### Kariera klubowa
Wychowanek klubów Dnipro-75 Dniepropetrowsk, Dnipro Dniepropetrowsk oraz DJuSSz-12 w Dniepropetrowsku. W 2002 rozpoczął karierę piłkarską w drugiej drużynie Borysfena. Potem krótko występował w trzeciej drużynie Dynama Kijów. W 2003 został piłkarzem Podilla Chmielnicki. W 2006 wyjechał do Mołdawii, gdzie bronił barw Nistru Otaci. Na początku 2008 przeszedł do Stali Ałczewsk. W lipcu 2010 podpisał na rok kontrakt z Tawrią Symferopol. Na początku 2011 odszedł do Zakarpattia Użhorod. Latem 2011 przeniósł się do beniaminka Premier-lihi FK Ołeksandrija. Zagrał tylko 5 meczów, po czym powrócił do Howerły-Zakarpattia Użhorod. W czerwcu 2012 opuścił zakarpacki klub, a już lipcu został piłkarzem Tytana Armiańsk.

## Sukcesy i odznaczenia

### Sukcesy klubowe
- mistrz Pierwszej Lihi: 2012
- brązowy medalista Pierwszej Lihi: 2010